# كول أوف ديوتي: فاينست أور
كول أوف ديوتي: فاينست أَور «الساعة الخيرة» (بالإنجليزية: Call of Duty: Finest Hour)‏ هي لعبة أطلاق النار من منظور الشخص الأول. طورت من قبل سبارك أنلميتد ونشرت بواسطة أكتيفجن. صدرت على نينتندو جيم كيوب وبلي ستيشن 2 وإكس بوكس في 16 نوفبمر، 2004 في أمريكا الشمالية. اللعبة هي الإصدار الأول من كول أوف ديوتي على منصة ألعاب. في 2005 أصدرت أكتفيجين جزء متمم كول أوف ديوتي: بيج ريد ون.

## روابط خارجية
- كول أوف ديوتي: فاينست أور على موقع IMDb (الإنجليزية)